# Eerste klasse 1911-12 (voetbal België)
Het seizoen 1911/12 van de Belgische Eerste Klasse begon in het najaar van 1911 en eindigde in de lente van 1912. Het was het zeventiende officieel seizoen van de hoogste Belgische voetbalklasse. De officiële benaming destijds was Division d'Honneur of Eere Afdeeling. In tegenstelling tot vorige seizoenen degradeerde niet enkel de laatste, maar ook de voorlaatste club uit de eindstand.
Daring Club de Bruxelles behaalde zijn eerste landstitel, met twee punten voorsprong op een andere Brusselse club, Union Saint-Gilloise.

## Gepromoveerde teams
Voor het seizoen was RC de Gand als kampioen gepromoveerd uit Tweede Klasse.

## Degraderende teams
Deze teams degradeerden naar Tweede Klasse op het eind van het seizoen:
- RC Malines
- Léopold Club de Bruxelles

## Clubs
Volgende twaalf clubs speelden in 1911/12 in Eerste Klasse. De nummers komen overeen met de plaats in de eindrangschikking:
| # kaart | Stam- nummer | Club                      | Plaats              | Stadion                                                 | # seiz. 1e klasse |
| ------- | ------------ | ------------------------- | ------------------- | ------------------------------------------------------- | ----------------- |
| 1       | 2            | Daring Club de Bruxelles  | Sint-Jans-Molenbeek | terrein aan de Jetse Steenweg 501                       | 9e                |
| 2       | 10           | Union Saint-Gilloise      | Ukkel               | terrein rue de Forest(tegenwoordig J. Bensstraat)       | 11e               |
| 3       | 6            | Racing Club de Bruxelles  | Ukkel               | Stade du Vivier d'Oie (nr 10 op kaartje)                | 17e               |
| 4       | 3            | FC Brugeois               | Brugge              | "Het Ratteplein" in de Sint-Baafs-wijk                  | 15e               |
| 5       | 12           | CS Brugeois               | Brugge              | terrein kruispunt Gistelsesteenweg en Torhoutsesteenweg | 13e               |
| 6       | 1            | Antwerp FC                | Antwerpen           | terrein aan de Broodstraat op het Kiel                  | 16e               |
| 7       | 11           | RC de Gand                | Gent                | Emanuel Hielstadion                                     | 3e                |
| 8       | 20           | Excelsior SC de Bruxelles | Vorst               | rue de la Société                                       | 4e                |
| 9       | 16           | Standard Club Liégeois    | Luik                | terrein rue de la Centrale in de wijk Sclessin          | 3e                |
| 10      | 13           | Beerschot AC              | Antwerpen           | terrein op het Kiel                                     | 11e               |
| 11      | 24           | RC Malines                | Mechelen            | terrein aan de Oude Liersebaan                          | 2e                |
| 12      | 5            | Léopold Club de Bruxelles | Ukkel               | Brugmanpark (nr 23 op kaartje)                          | 17e               |

## Eindstand
|   |    |                           | P  | W  | G | V  | +  | -  | DS  | Ptn |
| - | -- | ------------------------- | -- | -- | - | -- | -- | -- | --- | --- |
| K | 1  | Daring Club de Bruxelles  | 22 | 18 | 2 | 2  | 79 | 15 | 64  | 38  |
|   | 2  | Union Saint-Gilloise      | 22 | 17 | 2 | 3  | 83 | 24 | 59  | 36  |
|   | 3  | Racing Club de Bruxelles  | 22 | 13 | 3 | 6  | 72 | 27 | 45  | 29  |
|   | 4  | FC Brugeois               | 22 | 11 | 7 | 4  | 47 | 25 | 22  | 29  |
|   | 5  | CS Brugeois               | 22 | 11 | 5 | 6  | 56 | 29 | 27  | 27  |
|   | 6  | Antwerp FC                | 22 | 9  | 2 | 11 | 33 | 57 | -24 | 20  |
|   | 7  | RC de Gand                | 22 | 5  | 7 | 10 | 26 | 45 | -19 | 17  |
|   | 8  | Excelsior SC de Bruxelles | 22 | 5  | 6 | 11 | 23 | 61 | -38 | 16  |
|   | 9  | Standard Club Liégeois    | 22 | 6  | 3 | 13 | 29 | 85 | -56 | 15  |
|   | 10 | Beerschot AC              | 22 | 5  | 4 | 13 | 20 | 60 | -40 | 14  |
| D | 11 | RC Malines                | 22 | 3  | 7 | 12 | 24 | 42 | -18 | 13  |
| D | 12 | Léopold Club de Bruxelles | 22 | 3  | 4 | 15 | 24 | 46 | -22 | 10  |

P: wedstrijden gespeeld, W: wedstrijden gewonnen, G: gelijke spelen, V: wedstrijden verloren, +: gescoorde doelpunten, -: doelpunten tegen, DS: doelsaldo, Ptn: totaal punten
K: kampioen, D: degradatie

## Topscorers
| Scorer         | Goals | Team                     | Land     |
| -------------- | ----- | ------------------------ | -------- |
| Maurice Bunyan | 33    | Racing Club de Bruxelles | Engeland |
| Sylva Brébart  | 31    | Daring Club de Bruxelles | België   |
| Alfred Wright  | 28    | Daring Club de Bruxelles | Engeland |
| Alphonse Six   | 23    | CS Brugeois              | België   |
| Joseph Musch   | 20    | Union Saint-Gilloise     | België   |
| Robert Deveen  | 16    | FC Brugeois              | België   |
| Albert Carion  | 15    | Union Saint-Gilloise     | België   |
| Georges Hebdin | 15    | Union Saint-Gilloise     | België   |
| Jules Lecompte | 14    | Antwerp FC               | België   |

1895/96 · 1896/97 · 1897/98 · 1898/99 · 1899/00 · 1900/01 · 1901/02 · 1902/03 · 1903/04 · 1904/05 · 1905/06 · 1906/07 · 1907/08 · 1908/09 · 1909/10 · 1910/11 · 1911/12 · 1912/13 · 1913/14 · 1914/15 · 1915/16 · 1916/17 · 1917/18 · 1918/19 · 
1919/20 · 1920/21 · 1921/22 · 1922/23 · 1923/24 · 1924/25 · 1925/26 · 1926/27 · 1927/28 · 1928/29 · 1929/30 · 1930/31 · 1931/32 · 1932/33 · 1933/34 · 1934/35 · 1935/36 · 1936/37 · 1937/38 · 1938/39 · 1939/40 · 1940/41 · 1941/42 · 1942/43 · 1943/44 · 1944/45 · 1945/46 · 1946/47 · 1947/48 · 1948/49 · 1949/50 · 1950/51 · 1951/52 · 1952/53 · 1953/54 · 1954/55 · 1955/56 · 1956/57 · 1957/58 · 1958/59 · 1959/60 · 1960/61 · 1961/62 · 1962/63 · 1963/64 · 1964/65 · 1965/66 · 1966/67 · 1967/68 · 1968/69 · 1969/70 · 1970/71 · 1971/72 · 1972/73 · 1973/74 · 1974/75 · 1975/76 · 1976/77 · 1977/78 · 1978/79 · 1979/80 · 1980/81 · 1981/82 · 1982/83 · 1983/84 · 1984/85 · 1985/86 · 1986/87 · 1987/88 · 1988/89 · 1989/90 · 1990/91 · 1991/92 · 1992/93 · 1993/94 · 1994/95 · 1995/96 · 1996/97 · 1997/98 · 1998/99 · 1999/00 · 2000/01 · 2001/02 · 2002/03 · 2003/04 · 2004/05 · 2005/06 · 2006/07 · 2007/08 · 2008/09 · 2009/10 · 2010/11 · 2011/12 · 2012/13 · 2013/14 · 2014/15 · 2015/16 · 2016/17 · 2017/18 · 2018/19 · 2019/20 · 2020/21· 2021/22 · 2022/23 · 2023/24 · 2024/25